# Catoria olivescens
Catoria olivescens là một loài bướm đêm trong họ Geometridae.